# Istenszülő elszenderedése fatemplom (Kővárgyertyános)
A kővárgyertyánosi Istenszülő elszenderedése fatemplom műemlékké nyilvánított épület Romániában, Máramaros megyében. A romániai műemlékek jegyzékében az  MM-II-m-A-04541 sorszámon szerepel.